# Freie Kliniken Bremen

Logo der Freien Kliniken Bremen

Die Freien Kliniken Bremen sind die Kooperationsgemeinschaft der freigemeinnützigen Bremer Kliniken DIAKO Ev. Diakonie-Krankenhaus, Krankenhaus St. Joseph-Stift, Roland-Klinik und Rotes Kreuz Krankenhaus.

## Leistungsdaten
Mit jährlich rund 50.000 stationär und 98.000 ambulant behandelten Patienten erfüllen die Freien Kliniken Bremen einen bedeutenden Versorgungsauftrag für Bremen und die Region.
Die Leistungsdaten und medizinische Schwerpunkte der einzelnen Häuser:

### Diako Ev. Diakonie-Krankenhaus
Medizinische Schwerpunkte:
- Kliniken/Fachabteilungen:

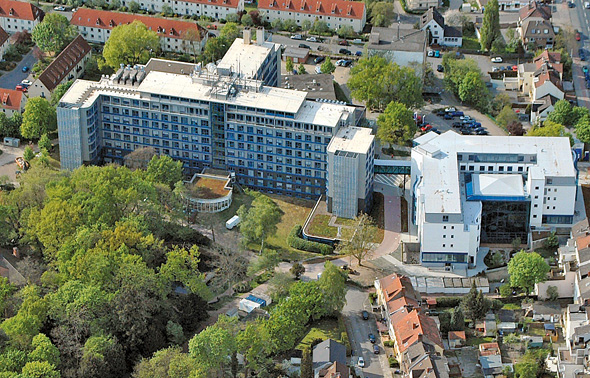
DIAKO Ev. Diakonie-Krankenhaus in Gröpelingen

  - Medizinische Klinik I: Schwerpunkt Gastroenterologie
  - Medizinische Klinik II: Hämatologie und internistische Onkologie
  - Chirurgische Klinik
  - Frauenklinik
  - Hals-Nasen-Ohren-Heilkunde (HNO) / Plastische Gesichtschirurgie
  - Klinik für Orthopädie und Unfallchirurgie
  - Klinik für Anästhesie und Intensivmedizin
  - Klinik für Urologie und Kinderurologie
  - Abteilung Röntgen / CT / NMR

- sowie Zentren und Einrichtungen
  - Zentrum für Viszeralmedizin
  - Brustzentrum
  - Darmzentrum
  - Endoprothetikzentrum der Maximalversorgung
  - Hämatologisch-Onkologisches Kompetenzzentrum
  - Kompetenzzentrum Chirurgisches Koloproktologie/Enddarmchirurgie
  - Dialyse
  - Schlaflabor
  - Kinderwunsch-Sprechstunde

→ Siehe auch zu Bremer Diakonie

### Krankenhaus St. Joseph-Stift
Medizinische Schwerpunkte:

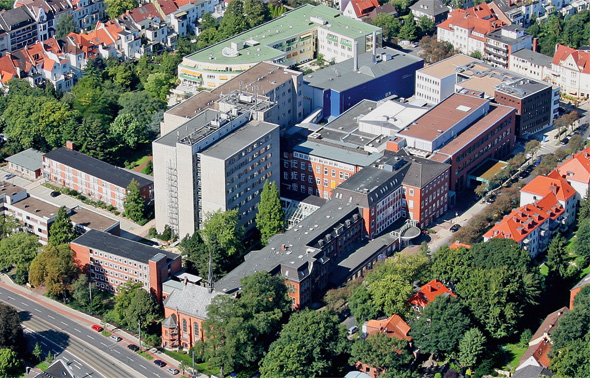
Krankenhaus St. Joseph-Stift in Schwachhausen

- Frauenklinik: Zertifiziertes Brustzentrum / Beckenbodenzentrum / Gynäkologie / Geburtshilfe / 24-Stunden-Kinderarzt (*)
- Klinik für Plastische, Rekonstruktive und Ästhetische Chirurgie (ZPRÄC)
- Augenklinik
- Zentrum für Geriatrie und Frührehabilitation / Geriatrische Tagesklinik / Osteologisches Zentrum (DVO)
- Hals-Nasen-Ohren-Klinik / Schlaflabor
- Klinik für Allgemein- und Viszeralchirurgie / Tumorchirurgie / minimalinvasive Chirurgie
- Interdisziplinäres Bauchzentrum
- Zertifiziertes Darmkrebszentrum
- Medizinische Klinik: Innere Medizin / Gastroenterologie / Diabetologie / onkologische Tagesklinik
- Klinik Anästhesiologie und Intensivmedizin / zertifizierte Schmerztherapie
- Klinik und Ambulanz für Naturheilverfahren
- Institut für Radiologische Diagnostik
- Institut für Laboratoriums- und Transfusionsmedizin
- Operative Tagesklinik
- Therapiezentrum für Physikalische Therapie, Physiotherapie, Ergotherapie, Logopädie
- Elternschule und physicum – Angebote für Körper und Geist am St. Joseph-Stift

(*) in Kooperation mit dem Klinikum Bremen-Mitte

### Roland-Klinik
Medizinische Schwerpunkte:

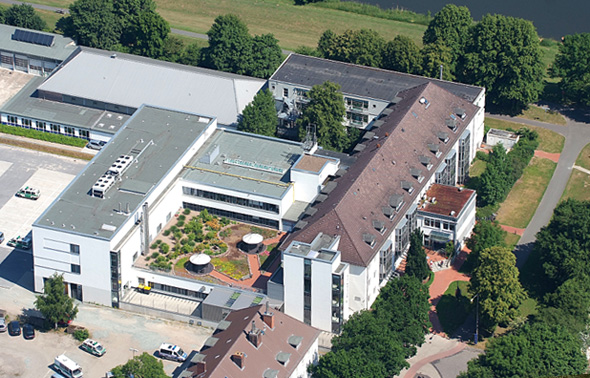
Roland-Klinik am Werdersee

- Allgemeine Orthopädie und Endoprothetik
- Hand- und Rekonstruktive Chirurgie
- Fußchirurgie
- Schulterchirurgie / Arthroskopische Chirurgie und Sporttraumatologie
- Wirbelsäulenchirurgie
- Chronischer Rückenschmerz
- Kinderorthopädie
- Anästhesie und Schmerztherapie
- Ambulantes OP-Zentrum

### Rotes Kreuz Krankenhaus
Medizinische Schwerpunkte:

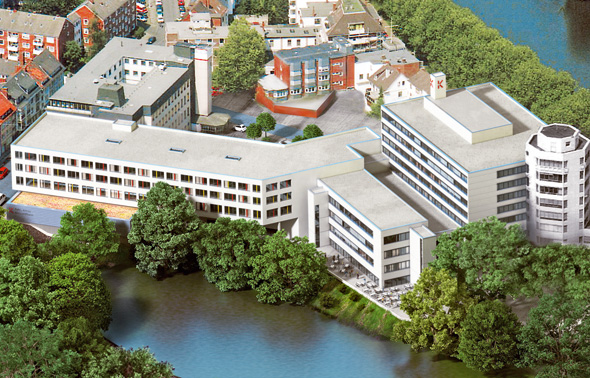
Rotes Kreuz Krankenhaus in der Neustadt

- Gefäßzentrum mit Gefäßchirurgie / Radiologische Gefäßdiagnostik
- Rheumazentrum mit Tagesklinik / Ambulanz / Rheumachirurgie
- Orthopädie / zertifiziertes Endoprothetikzentrum (EPZ)
- Unfallchirurgie / Traumazentrum
- Schmerzzentrum – Klinik für Schmerzmedizin mit stationären Betten
- Bluthochdruck-, Herz- und Nierenerkrankungen / Dialyse
- Kardiologie mit Herzkatheterlabor und 24-Stunden-Rufbereitschaft
- Allgemein- und Viszeralchirurgie / Behandlung von Tumoren im Magen-Darm-Trakt
- Klinik für Anästhesie und Intensivmedizin
- Ambulantes OP-Zentrum
- Physio K – gesund trainieren

## Gesundheitsmagazin
Das Magazin Gesundheit:Bremen stellt die Schwerpunkte und Angebote der Freien Kliniken Bremen vor.
Gesundheit:Bremen erscheint zweimal im Jahr. Es ist in allen vier Krankenhäusern gratis erhältlich. Darüber hinaus liegt das Magazin in  Arztpraxen, Apotheken und bei Krankenkassen aus. Gesundheit:Bremen kann online gelesen oder als PDF-Datei heruntergeladen werden.